# 1699
Cette page concerne l'année 1699  du calendrier grégorien.
L'année 1699 est une année commune qui commence un jeudi.

## Événements
- 7 janvier : traité de paix de Mare point, à Casco Bay (Maine), entre les colons du Massachusetts et les principaux chefs de la confédération « Wabanaki » (Abénaquis)[1].

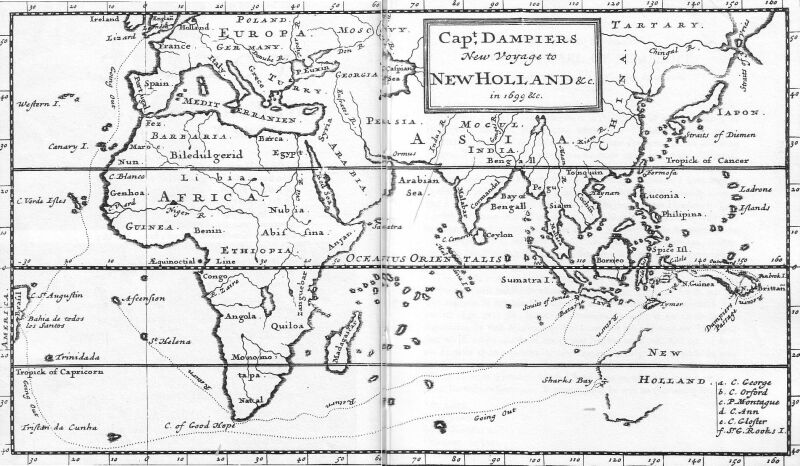
26 janvier : Début du deuxième voyage de l'explorateur anglais William Dampier à bord du Roebuck.

- 26 janvier : début du deuxième voyage de l'explorateur anglais William Dampier ; il atteint la Baie Shark en août et étudie la côte nord-ouest de l'Australie (fin en 1701)[2].
- 11 février[3] : Willem Adriaan van der Stel, arrivé le 23 janvier[4], prend ses fonctions de gouverneur de la colonie du Cap (fin en 1707).
- 16 février-5 mai : ambassade du Maroc (Abdallah Ben Aicha) à Versailles. Les négociations n’aboutissent pas[5].
- 30 mars : création du Khālsā, l'ordre chevaleresque des Sikhs, par le Gurû Gobind Singh[6].
- 20 avril : Louis-Hector de Callière devient gouverneur de la Nouvelle-France[7].
- 1er mai : la première colonie française permanente en Louisiane est établie à Biloxi sous la direction de Pierre Le Moyne, sieur d'Iberville[8].
- 6 juillet : le pirate William Kidd est arrêté à Boston, au Massachusetts[9].
- 21 juillet : le négus d’Éthiopie Iyasou le Grand reçoit à Gondar l’ambassade du médecin Charles-Jacques Poncet, envoyé par Louis XIV[10].
- 5 octobre : arrivée à Canton de l'Amphitrite, premier navire français à atteindre la Chine, voyage à l'instigation du jésuite Joachim Bouvet[11]. Début du commerce entre la France et la Chine.
- Novembre : première incursion des Marathes dans le Mâlvâ[12].
- Début du règne de Ntare IV, omugabe (roi) de l’Ankole (fin en 1727)[13]. Ntare IV est surnommé Kiitabanyoro (Tueur des Banyoro) pour avoir remporté la première victoire notable de l’Ankole sur le Bounyoro.

### Europe

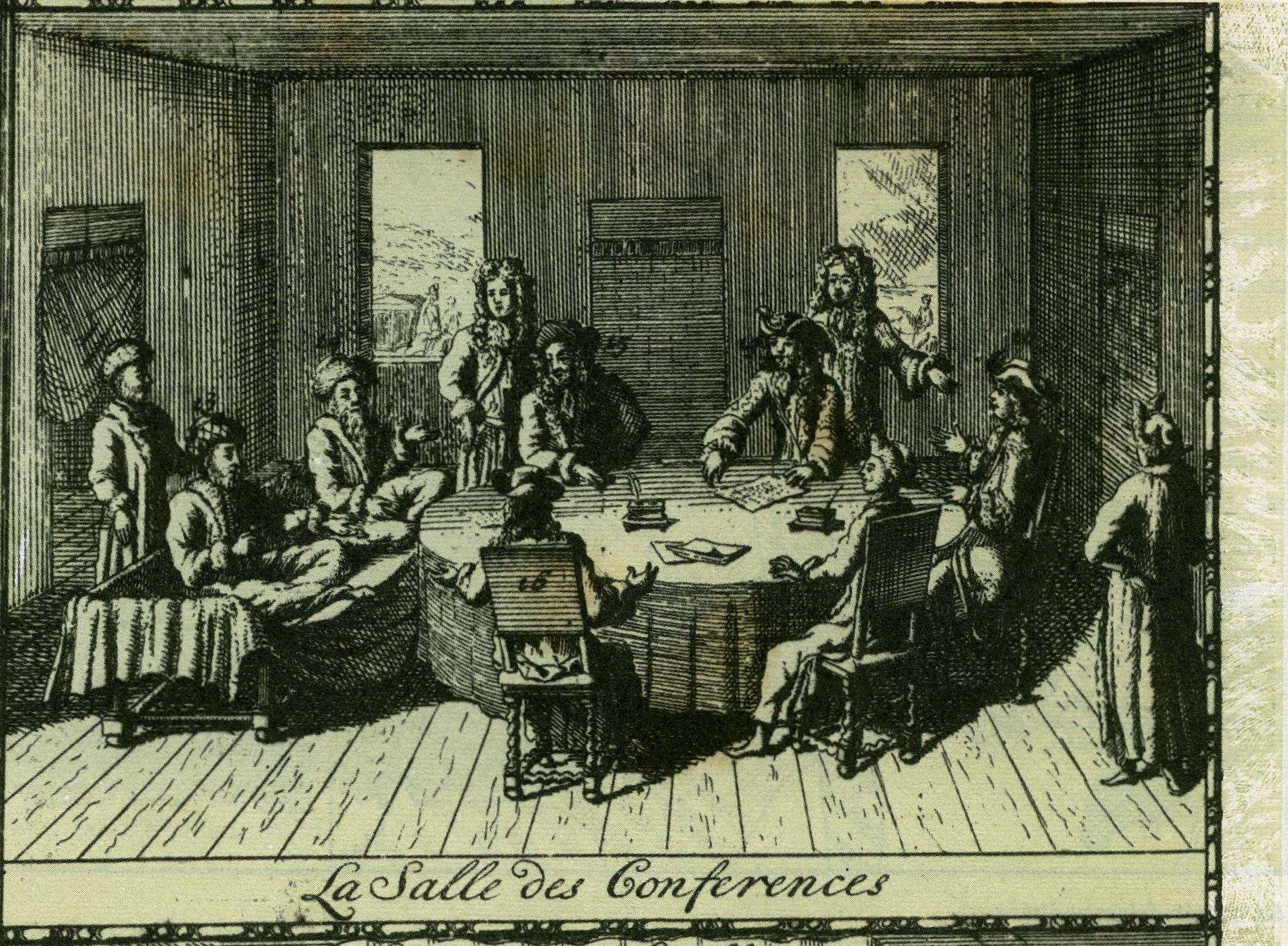
26 janvier : traité de Karlowitz. La salle des conférences, gravure contemporaine.

- 26 janvier : traité de Karlowitz (Karlóca ou Karlovci, en Serbie) entérinant la reconquête de la Hongrie et de la Slavonie par l'Autriche sur les Turcs. Fin de la deuxième guerre austro-turque[14]. L'Empire ottoman, vaincu par la Sainte Ligue cède d’importants territoires à la Pologne (Kaménietz, Podolie et Ukraine occidentale), à la Russie (Azov), à Venise (Dalmatie, Morée, îles d’Égine et de Sainte-Maure) et aux Habsbourg (Transylvanie, Hongrie moins le Banat de Temesvar, Esclavonie). La Russie obtient Azov mais doit se contenter d’une trêve de deux ans (24 janvier). Oukraïntsev est chargé d’obtenir à Constantinople une paix définitive, signée le 13 juillet 1700[15].
- 4 février : exécution de 350 rebelles Streltsy à Moscou[16].
- 6 février : mort du prince-électeur Joseph-Ferdinand de Bavière, héritier présomptif de la monarchie d’Espagne. Le partage de la succession d'Espagne de 1698 est remis en question. Un second traité signé en mars 1700 est contesté par l'empereur[17].
- 1er avril : l’Édit perpétuel met en place une politique protectionniste favorable au développement de l’industrie des Pays-Bas espagnols[18].

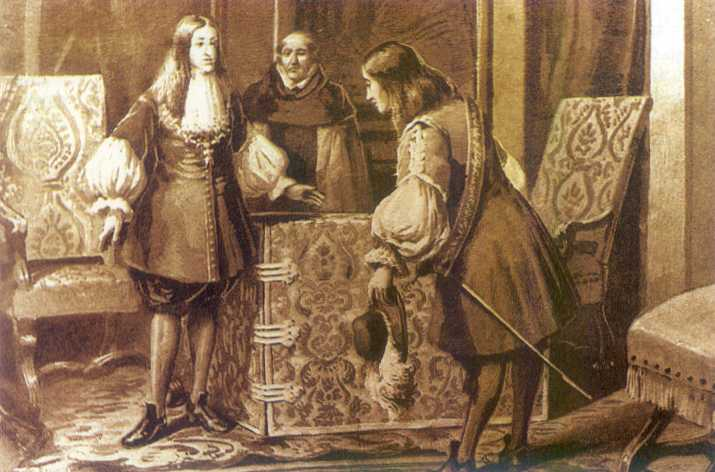
Avril : destitution du comte d’Oropesa

- 28 avril, Madrid : Émeute des chats. Émeute de subsistance qui provoque la disgrâce du comte d’Oropesa (es). Il est remplacé au gouvernement par le cardinal Portocarrero, partisan de la succession française[19].
- 25 août : début du règne de Frédéric IV, roi de Danemark et de Norvège (fin en 1730)[20].
- 21 novembre : alliance secrète contre la Suède de Preobrajenski entre le tsar de Russie et les envoyés de la Pologne et du Danemark[20].
- 30 décembre (20 décembre du calendrier julien) : réforme du calendrier en Russie[21]. Le tsar Pierre le Grand change la date du nouvel an russe du 1er septembre au 1er janvier. Le calendrier julien est maintenu (-10 jours). L’ère chrétienne est substituée à l’ère biblique byzantine.

## Naissances en 1699
- 17 février : Georg Wenzeslaus von Knobelsdorff, peintre et un architecte prussien  († 16 septembre 1753).
- 23 mars : John Bartram, botaniste américain († 22 septembre 1777).
- 26 mars : Hubert François Gravelot, illustrateur, graveur, dessinateur et peintre français († 20 mars 1773).
- 5 mai : Hubert Drouais, peintre français († 9 février 1767).
- 10 mai : Bartolomeo Nazari, peintre du baroque tardif (rococo) italien († 4 août 1758).
- 27 mai : Gianantonio Guardi, peintre italien († 22 janvier 1760).
- 28 mai : Laurent Cars, peintre et graveur français († 14 avril 1771).
- 26 juin : Marie-Thérèse Rodet Geoffrin, salonnière célèbre († 6 octobre 1777).
- 17 août : Bernard de Jussieu, botaniste français († 6 novembre 1777).
- 29 septembre : Jakob Carpov, philosophe allemand († 9 juin 1768).
- 24 octobre : Giuseppe Grisoni, sculpteur et peintre italien de la période rococo († 1769).
- 2 novembre : Jean Siméon Chardin, peintre français († 6 décembre 1779).
- 25 novembre : Pierre Subleyras, peintre français († 28 mai 1749).
- 20 décembre : Christoph Thomas Scheffler, peintre baroque et rococo allemand († 25 janvier 1756).
- 31 décembre : Johann Jacob Spreng, théologien protestant et lexicographe suisse, († 24 mai 1768).

- Date précise inconnue :
  - Juan Francés de Iribarren, compositeur espagnol († 2 septembre 1767).
  - Giuseppe Nogari, peintre rococo italien († 1766).
  - Ivan Vichniakov, peintre portraitiste et muraliste rococo russe († 8 août 1761).

## Décès en 1699
- 27 janvier : William Temple, économiste mercantiliste (° 25 avril 1628).

- 6 février : Joseph-Ferdinand, prince de Bavière (° 28 octobre 1692).
- 16 février : Jean-Baptiste Monnoyer, peintre français (° 19 juillet 1636).

- 12 mars : Peder Griffenfeld, homme politique danois (° 24 août 1635).
- 17 mars : Reynaud Levieux, peintre français (° 6 janvier 1613).
- 20 mars : Erhard Weigel, mathématicien, astronome et philosophe allemand (° 16 décembre 1625).

- 21 avril : Jean Racine, dramaturge français (° 22 décembre 1639).

- 12 mai : Lucas Achtschellinck, peintre brabançon baroque spécialisé dans la peinture de paysages (° 1626).
- 22 mai : Giovanni Battista Boncuore, peintre baroque italien (° 1643).

- 22 juin : Josiah Child, mercantiliste anglais (° 1630).
- 10 juillet : Pier Martire Armani, peintre baroque italien (° 1613)[22].
- 2 septembre : Louis Boucherat, chancelier de France (° 1616).
- 16 octobre : Gilonne d'Harcourt, comtesse de Fiesque, dame d'atours d'Anne d'Autriche, puis de La Grande Mademoiselle (° 1619).
- 27 octobre : Barthélémi Hopfer, peintre allemand (° 1er mai 1628).

- 11 novembre : Paul Foley, homme politique anglais (° v.1645).

- 28 décembre : Pierre Robert, musicien français, sous-maître de la Chapelle de Louis XIV de 1663 à 1683 (° vers 1622).

- Date précise inconnue : Mary Beale, peintre anglaise (° 26 mars 1633).